# Kannushi

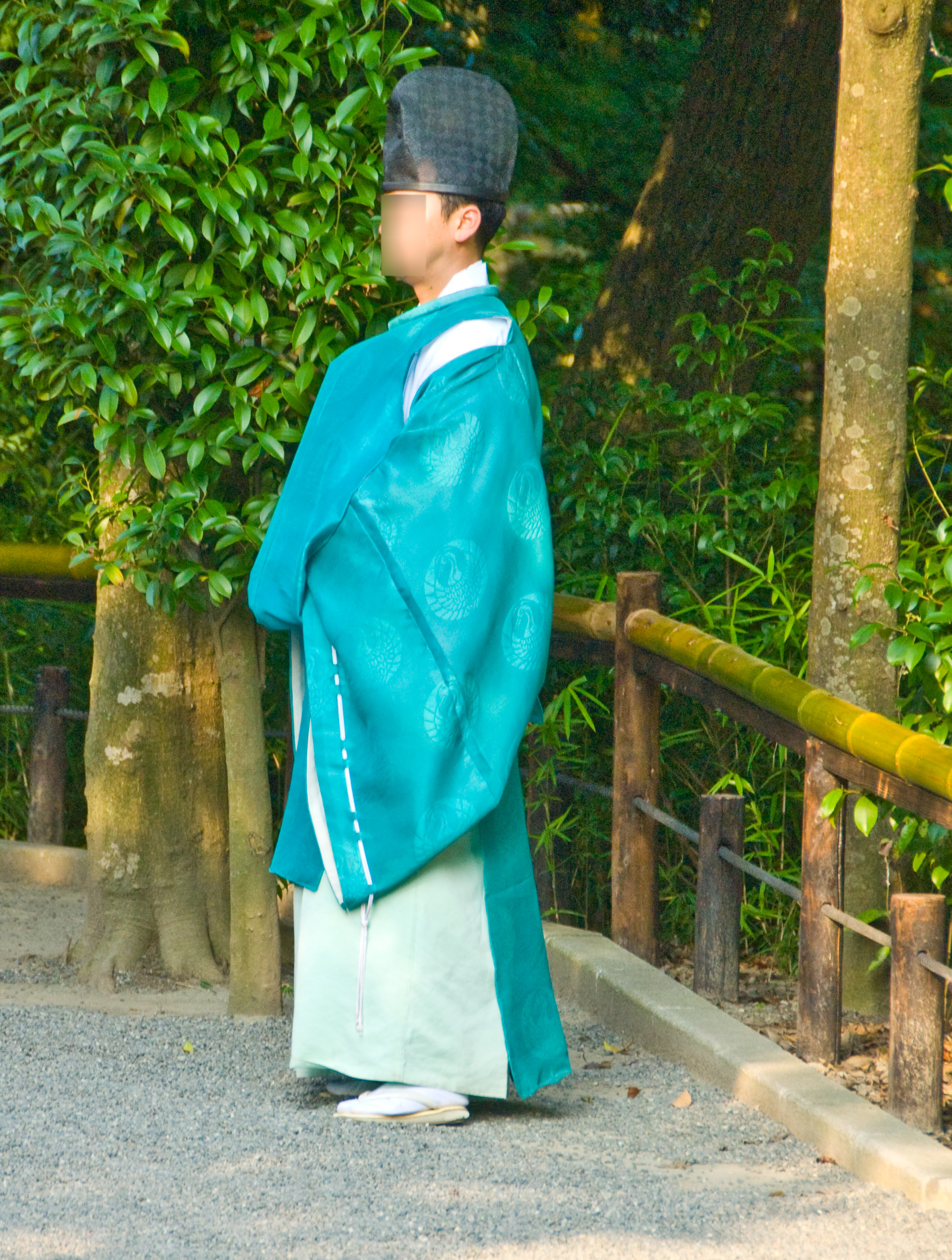
Un kannushi portant un vêtement appelé kariginu et un chapeau appelé eboshi.

Un kannushi (神主, « maître dieu », prononcé kamunushi à l'origine), aussi appelé shinshoku (神職), est la personne responsable de l'entretien d'un sanctuaire shinto (jinja) ainsi que du culte d'un kami donné. Les caractères pour kannushi sont parfois aussi lus jinshu avec la même signification.

## Histoire
À l'origine, les kannushi sont des intermédiaires entre les kamis et peuvent transmettre leur volonté aux êtres humains ordinaires. Un kannushi est un homme capable de faire des miracles ou un saint homme qui, en raison de sa pratique des rites purificatoires, est capable de travailler en tant que médium pour un kami, mais plus tard, le terme évolue pour être synonyme de shinshoku, c'est-à-dire un homme qui travaille dans un sanctuaire et y organise des cérémonies religieuses,.
Dans les temps anciens, en raison du chevauchement des pouvoirs politiques et religieux au sein d'un clan, c'est le chef du clan qui conduit les membres du clan au cours des cérémonies religieuses, ou bien ce peut être un autre fonctionnaire. Plus tard, le rôle évolue en une forme distincte et plus spécialisée. Le terme apparaît à la fois dans le Kojiki (680) et le Nihon Shoki (720). Dans chacun respectivement, l'impératrice Jungū et l'empereur Suijin deviennent kannushi. Au sein du même sanctuaire, par exemple au Ise-jingū ou au Ōmiwa-jinja, il peut y avoir différents types de kannushi en même temps appelés par exemple ō-kannushi (大神主), sō-kannushi (総神主), ou gon-kannushi (権神主),.

## Description

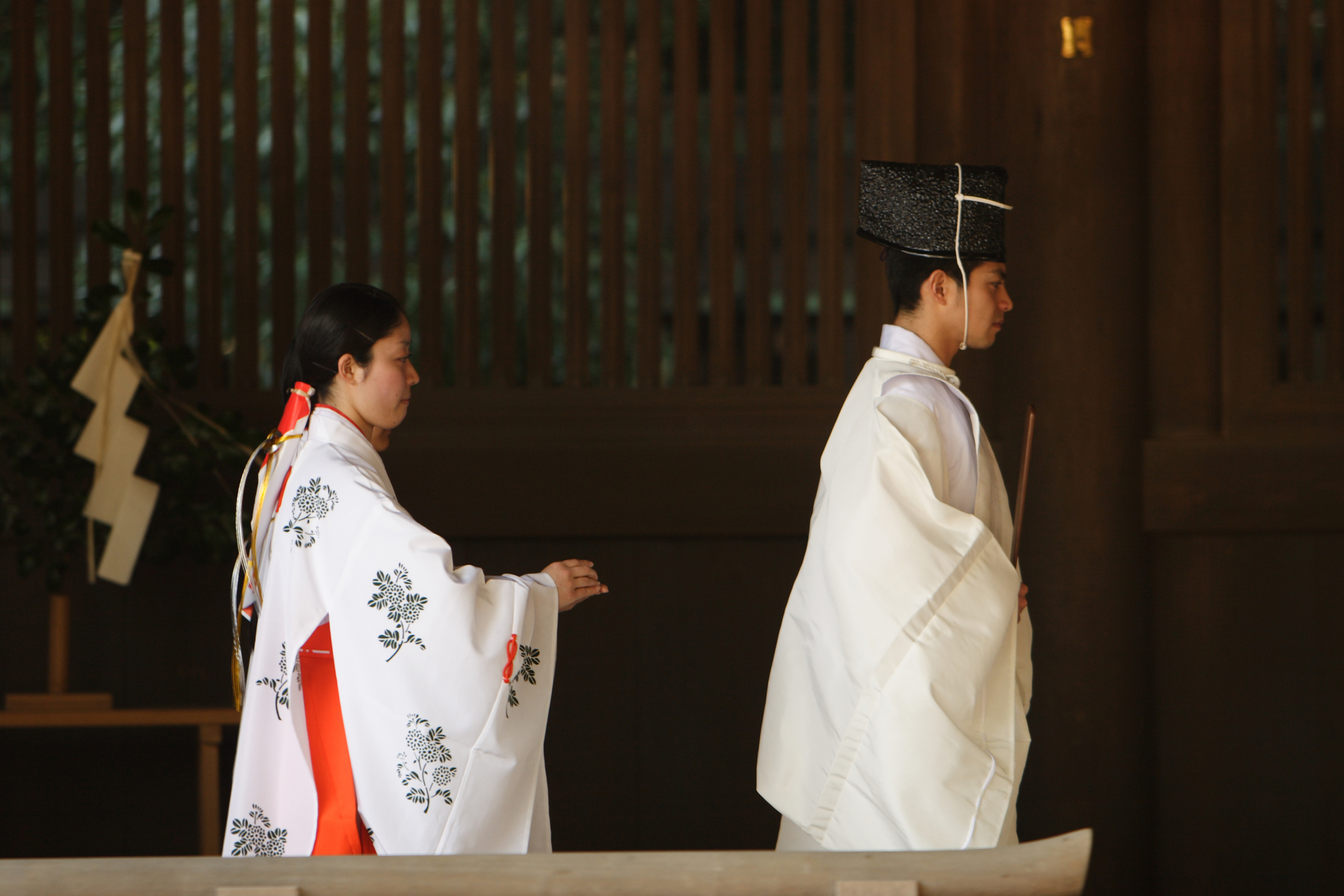
Un kannushi portant un jōe accompagné d'une miko.

Les kannushi peuvent se marier et leurs enfants héritent souvent de leur position. Bien que ce statut héréditaire ne soit plus légalement accordé, sa pratique se perpétue.
Pour devenir un kannushi, un novice doit étudier dans une université approuvée par le Jinja honchō (Association des sanctuaires shinto), généralement l'université Kokugakuin de Tokyo, ou réussir un examen qui atteste sa qualification. Les femmes peuvent aussi devenir kannushi et les veuves peuvent succéder à leurs maris dans leurs fonctions.
Les kannushi sont assistés dans leur travail religieux ou clérical par des femmes appelées miko.

## Tenue
La tenue des kannushi est appelée shōzoku (装束). Les vêtements peuvent être formels, cérémoniels ou ordinaires, la couleur et les motifs du vêtement indiquant le rang du kannushi. Les vêtements étaient utilisés dans le passé à la cour impériale, ce qui révèle le lien étroit entre le culte des kamis et la figure de l'empereur.
Les tenues formelles sont composées d'une longue robe (袍, hō) comportant parfois une ceinture, portée par-dessus un pantalon large (袴, hakama), et complétées par une coiffe (冠, kanmuri). Elles relèvent du style de l'ancien habit de cour ikan (衣冠), et rappellent les costumes de l'aristocratie japonaise de l'époque de Heian (794-1185). Les kannushi sont alors munis d'un bâton rituel plat (笏, shaku) qu'ils tiennent dans la main droite, et sont chaussés de socques de bois laqué traditionnelles (淺沓, asagutsu).
Les tenues cérémonielles relèvent du style saifuku (斎服) et sont entièrement blancs. Elles sont exclusivement réservées pour les rites.
Les tenues ordinaires sont de deux sortes : « tenue de chasse » (狩衣, kariginu) et « vêtement pur » (浄衣, jōe). Le kariginu s'inspire du costume de chasse des nobles de cour du Japon ancien, c'est la tenue la plus courante. Le kannushi porte alors un bonnet (烏帽子, eboshi). La couleur du pantalon (hakama) indique son rang : pourpre pour les gūji (宮司, le rang le plus élevé) et les gon gūji (権宮司, vice-gūji), bleu pâle pour les negi (禰宜, assistants de gūji), gon negi (権禰宜) et les autres officiants de rang moins élevé.
Les kannushi utilisent parfois une baguette ornée de banderoles de papier blanc (shide) appelée ōnusa.